# Johann Caspar Weidenmann

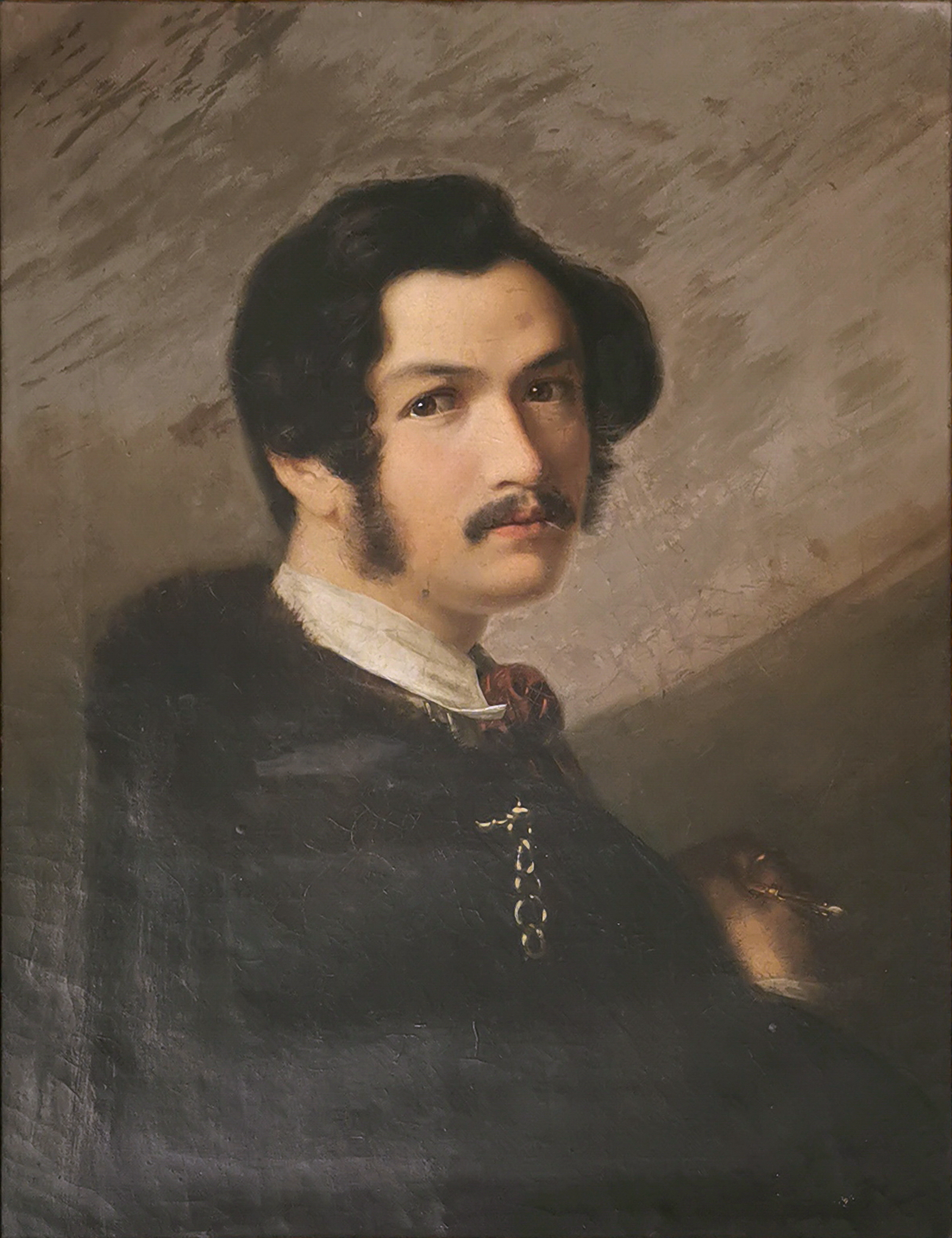
Johann Caspar Weidenmann: Selbstbildnis, um 1830

Johann Caspar Weidenmann (* 13. Oktober 1805 in Winterthur; † 6. Juni 1850 ebenda) war ein Schweizer Maler und Zeichner. Als einer der ersten europäischen Künstler bereiste er von 1838 bis 1839 Algerien.

## Leben

### Jugendzeit in Winterthur
Johann Caspar war das älteste von neun Kindern des Winterthurer Brunnenmeisters Hans Kaspar Weidenmann (1778–1859; siehe Brunnenmeister) und der Lehrerin Anna Dorothea, geb. Hirzel (1780–1821). Seine Mutter starb, als er knapp 16 Jahre alt war; ein gutes Jahr später wurde Cleophea Scheitlin, die Schwester des St. Galler Theologen Peter Scheitlin, seine Stiefmutter. Den ersten Zeichenunterricht erhielt der «lebhafte, fröhliche» Knabe von 1818 bis 1820 bei Johann Jakob Sulzer an der Knabenschule Winterthur. Von 1820 bis 1822 absolvierte er eine Flachmalerlehre. Daneben übte er sich im Kopieren alter Meister und malte erste Porträts, die Anerkennung fanden. Daher stellten mehrere wohlhabende Bürger der Stadt Winterthur dem begabten jungen Mann Geld zur Verfügung, damit er zur künstlerischen Ausbildung nach Italien fahren konnte. (Von den folgenden Bildern stammt nur das Knabenbildnis des Bruders aus dieser frühen Zeit; die übrigen entstanden etwa 10 Jahre später, zwischen 1831 und 1833.)

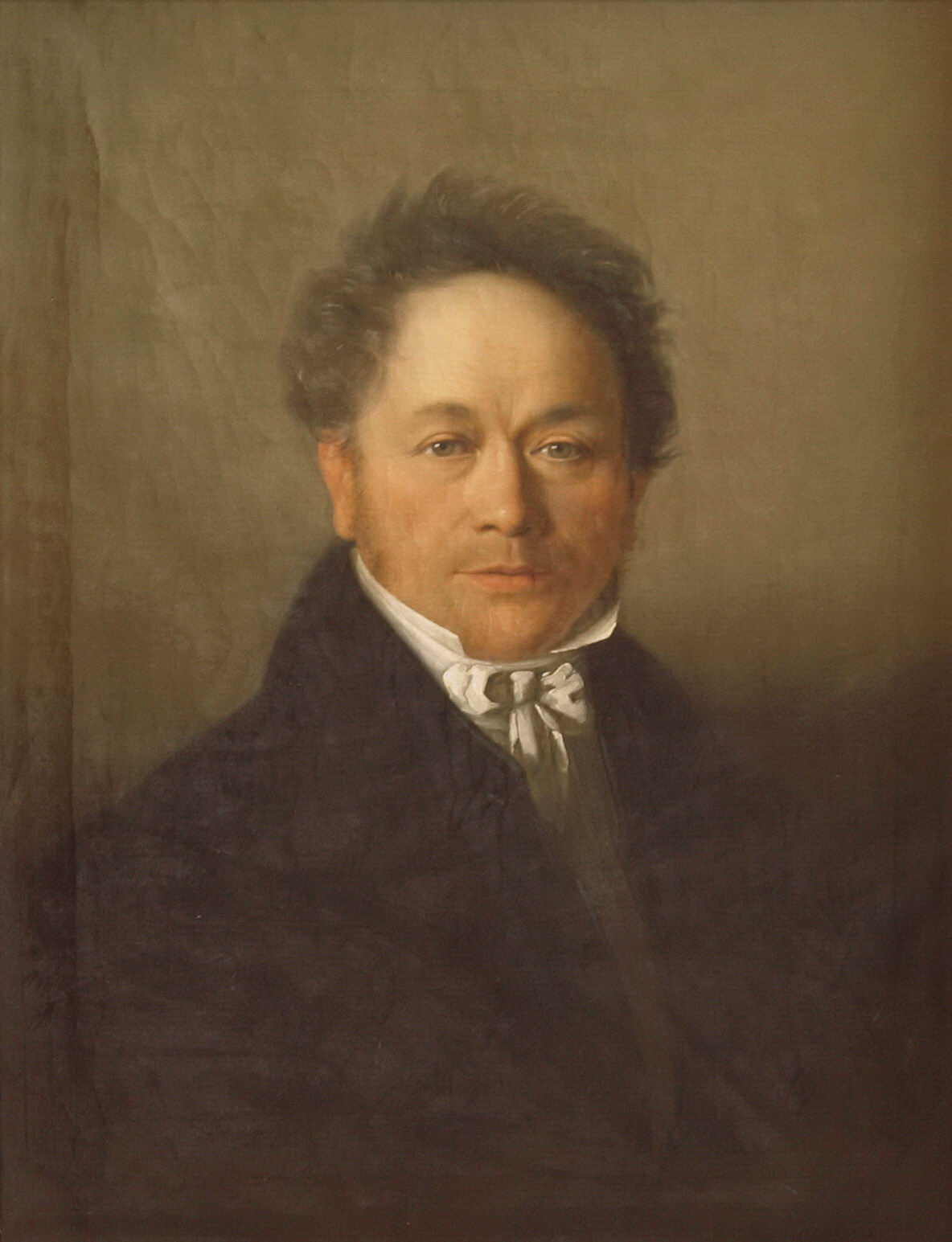
Der Vater: Brunnenmeister Hans Kaspar Weidenmann
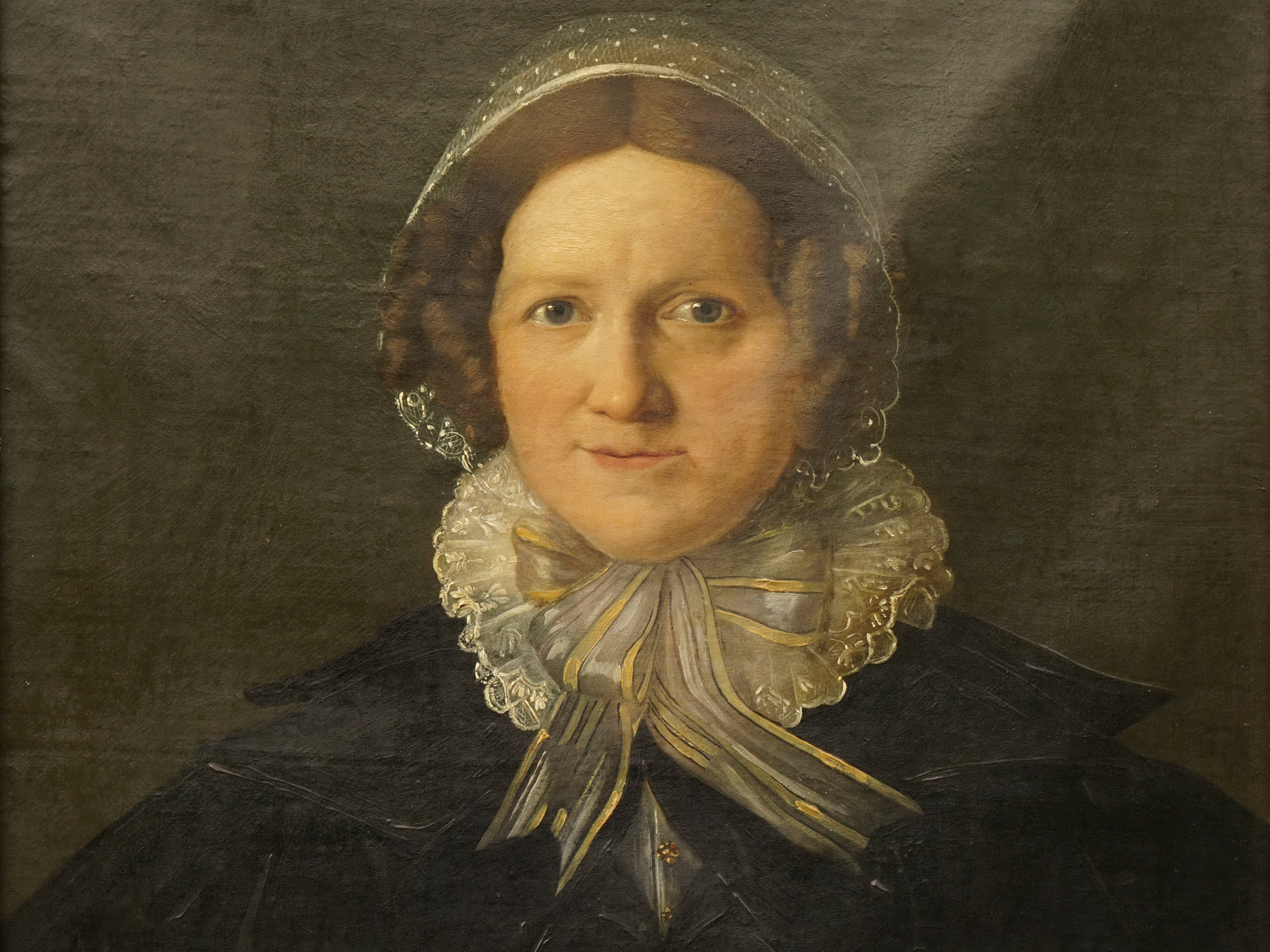
Die liebenswürdige Stiefmutter: Cleophea Weidenmann-Scheitlin (1780–1857)
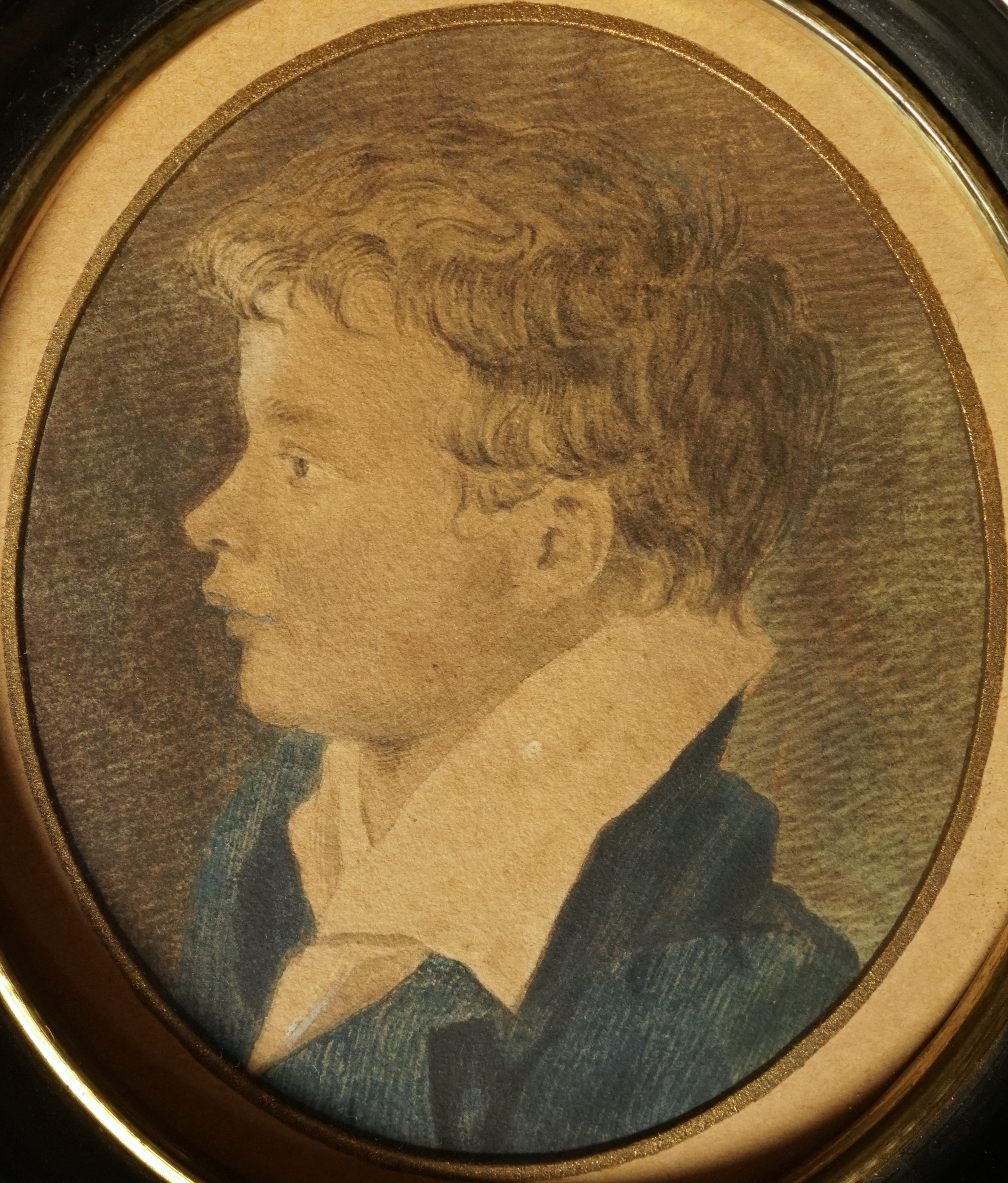
Der kleine Bruder: Friedrich Weidenmann (1814–1882)
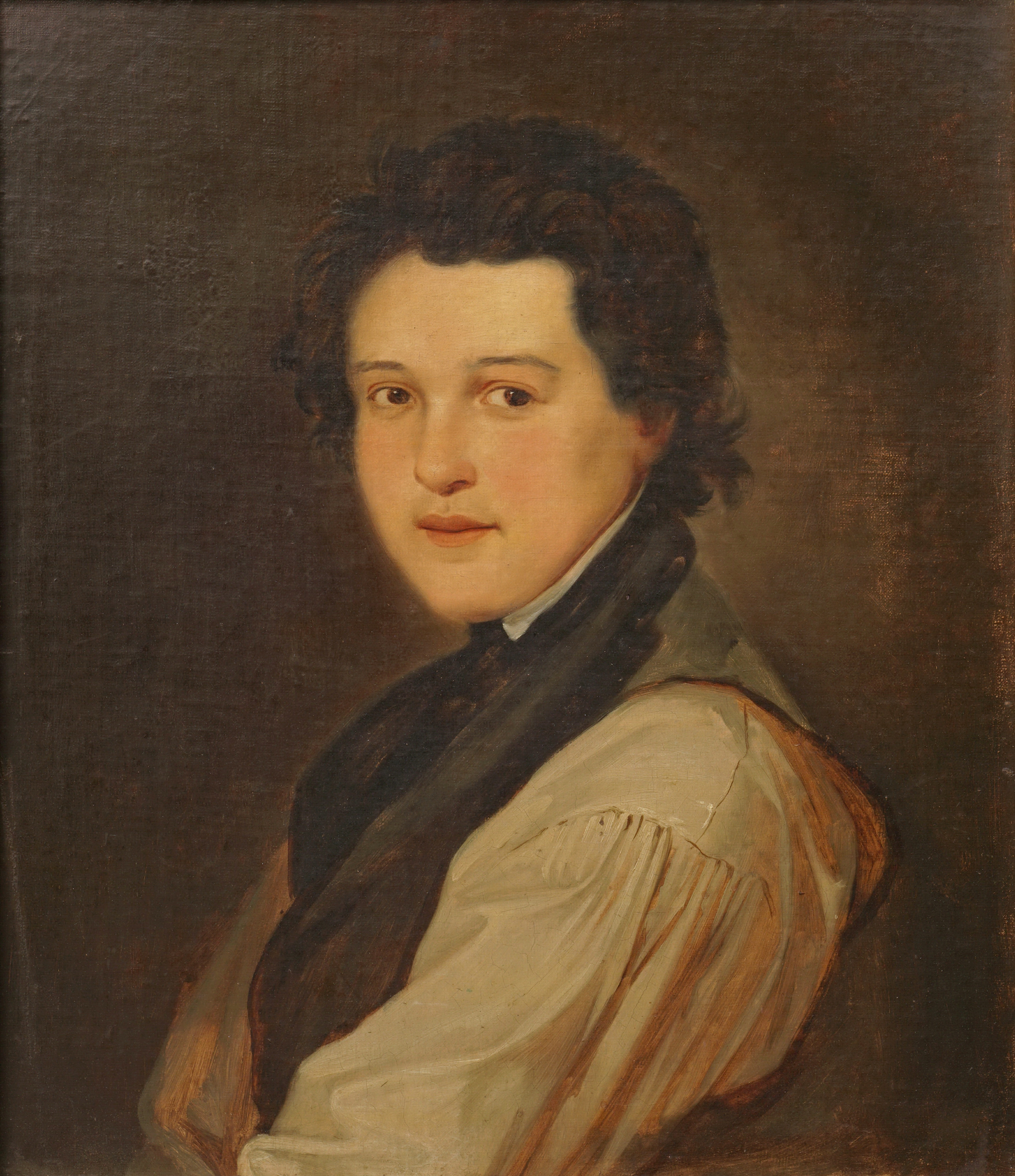
Friedrich um 1831/33

### Italien
Von 1824 bis 1829 weilte Weidenmann in Florenz, anschliessend in Rom, von 1829 bis 1831 und von 1833 bis 1837. Aus finanziellen Gründen musste er 1831 für zwei Jahre nach Winterthur zurückkehren, um dort mit Porträtaufträgen Geld zu verdienen.
In Florenz kopierte er unermüdlich Meisterwerke in den Museen und führte fast fünf Jahre lang ein recht einsames Leben. Ganz anders dann in Rom: Hier fand er schnell Anschluss an den grossen Kreis der sogenannten Deutschrömer, die sich in der Ponte-Molle-Gesellschaft zusammengeschlossen hatten. Man nahm an unterhaltsamen Anlässen der Gesellschaft teil, besuchte sich gegenseitig in den Ateliers und traf sich in verschiedenen Kneipen der Stadt. Zu den jungen Künstlern, mit denen Weidenmann verkehrte, gehörten u. a. die Schweizer Maler Friedrich Horner, Johann Konrad Zeller und Salomon Corrodi, der norwegische Maler Thomas Fearnley sowie die Bildhauer Herman Wilhelm Bissen (aus Dänemark) und Heinrich Kümmel (aus Deutschland). Die grossen Vorbilder der jungen Maler waren Joseph Anton Koch und Johann Christian Reinhart.
Weidenmann genoss das freie Künstlerleben, litt aber unter ständigen Geldsorgen. Daher musste er Motive malen, die ihn wenig interessierten: Genreszenen, Porträts und Kopien berühmter Werke, von denen sich in seiner Heimatstadt wenigstens ab und zu einige verkaufen liessen. Viel lieber hätte er grossformatige Historienbilder geschaffen; ohne entsprechende Aufträge konnte er aber höchstens Skizzen zu geschichtlichen Themen anfertigen. Einen Ausgleich bot die Landschaftsmalerei: Im Sommer verliess er die Stadt Rom, allein oder zusammen mit Kollegen, und unternahm lange Wanderungen in den Sabiner und Albaner Bergen, später auch im Volskergebirge (Monti Lepini). Das Malen und Zeichnen von Landschaftsansichten, aber auch von Menschen und Tieren in freier Natur wurde ihm immer mehr zum inneren Bedürfnis: "Ich thue es gar zu gern, vielleicht nur zu viel!" schrieb er 1836.

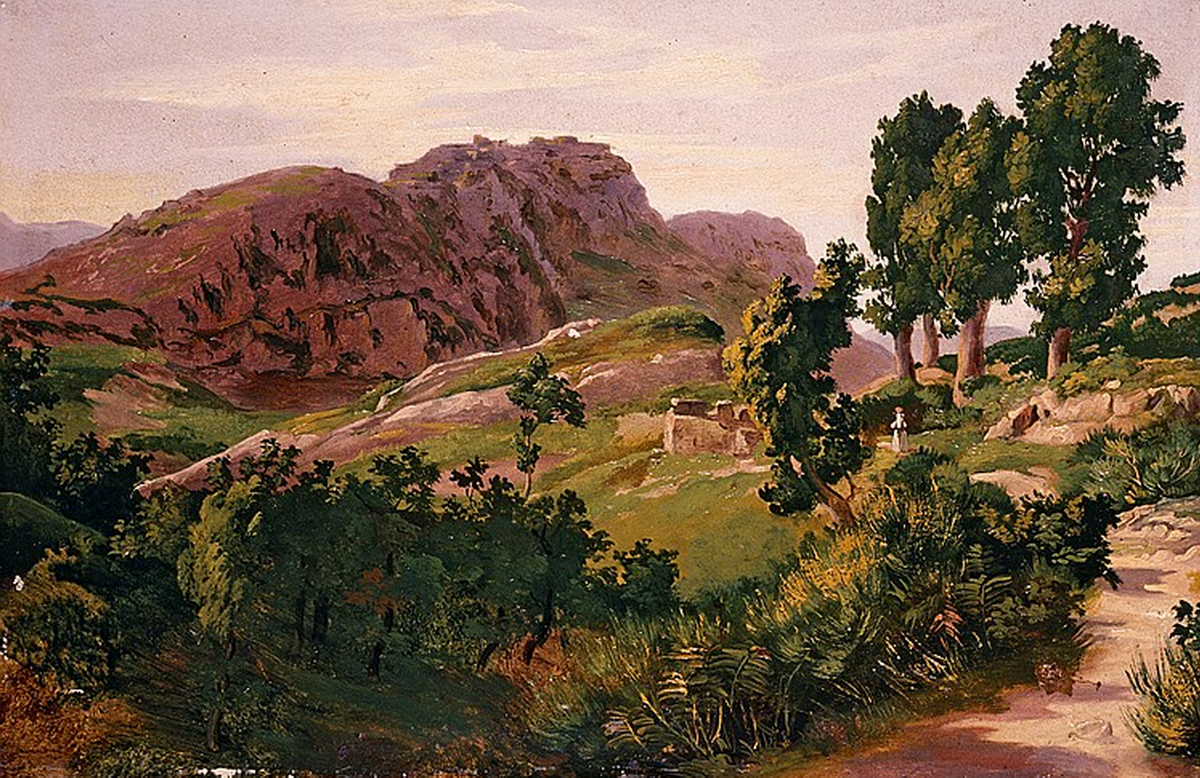
Im Volskergebirge bei Civitavecchia
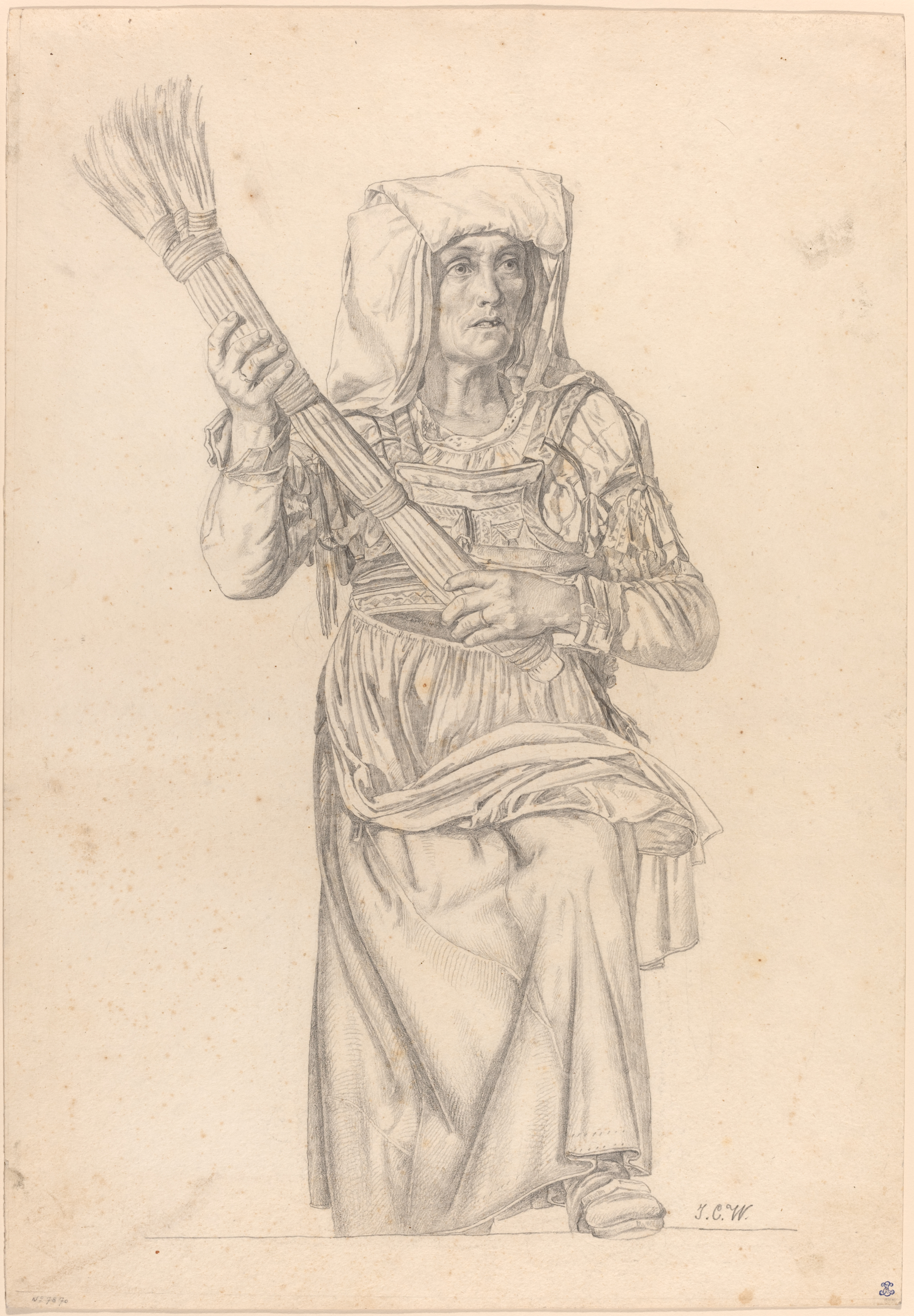
Italienische Bäuerin mit einem Besen, National Gallery of Art in Washington, D.C.
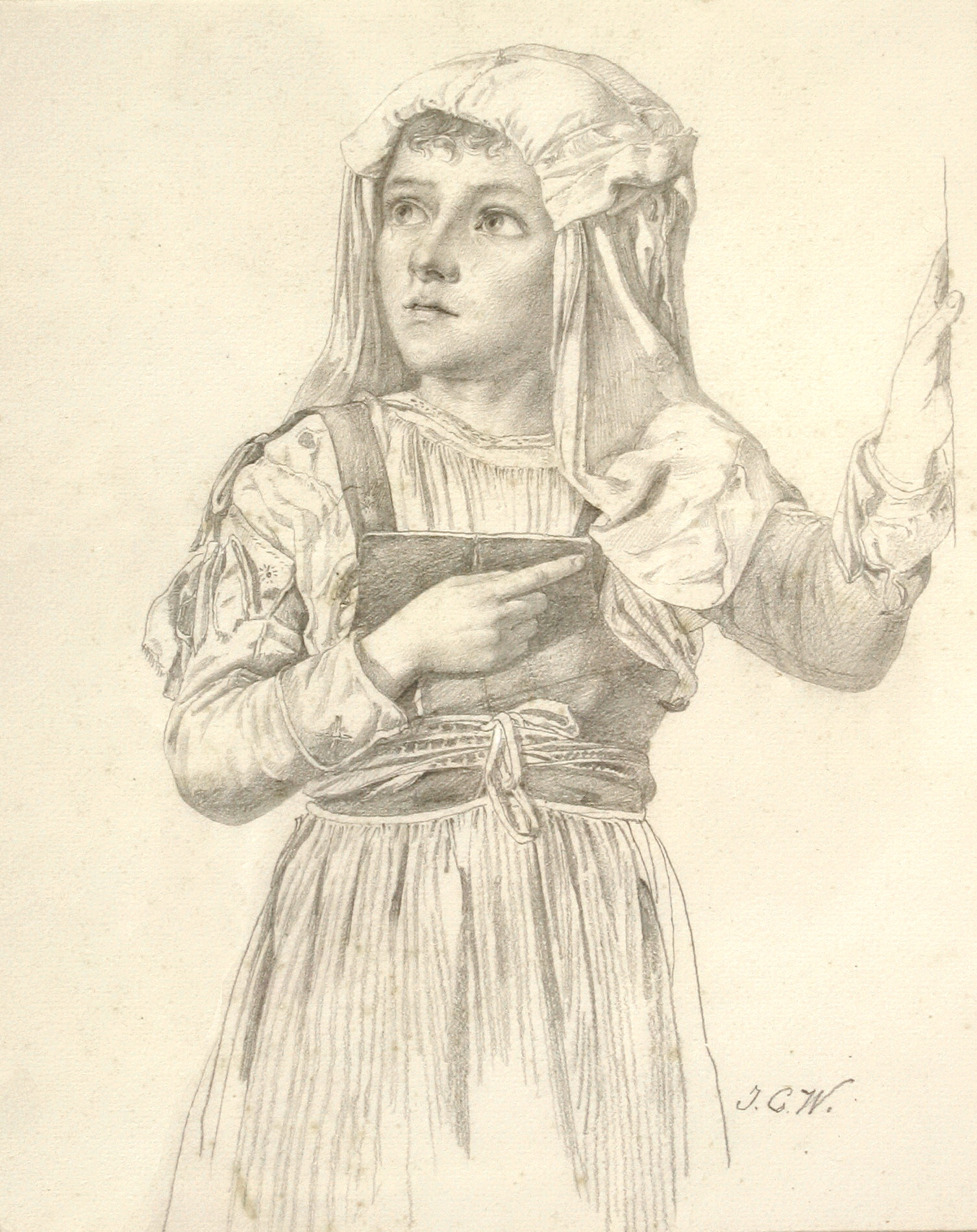
Italienisches Mädchen
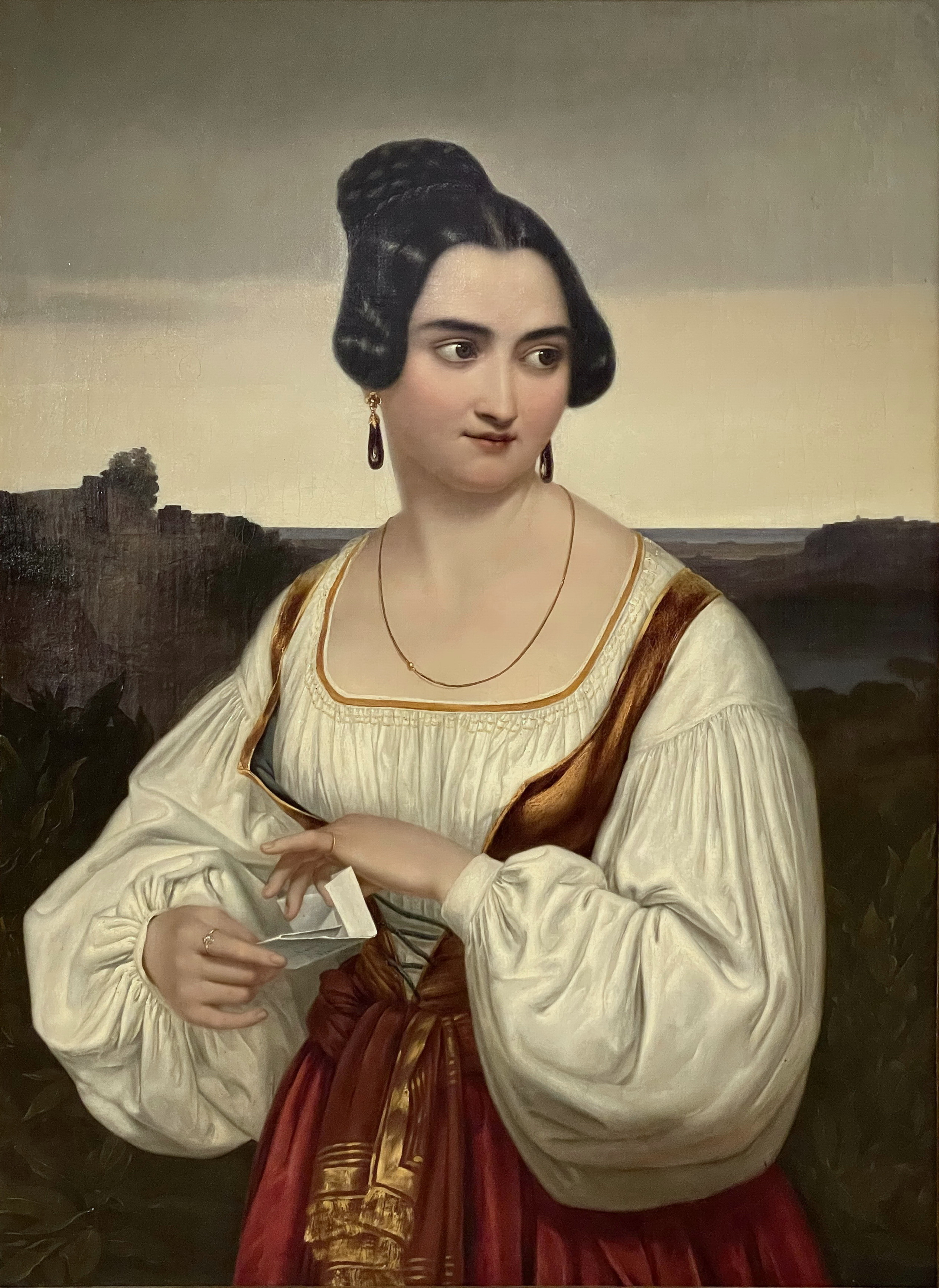
Römerin
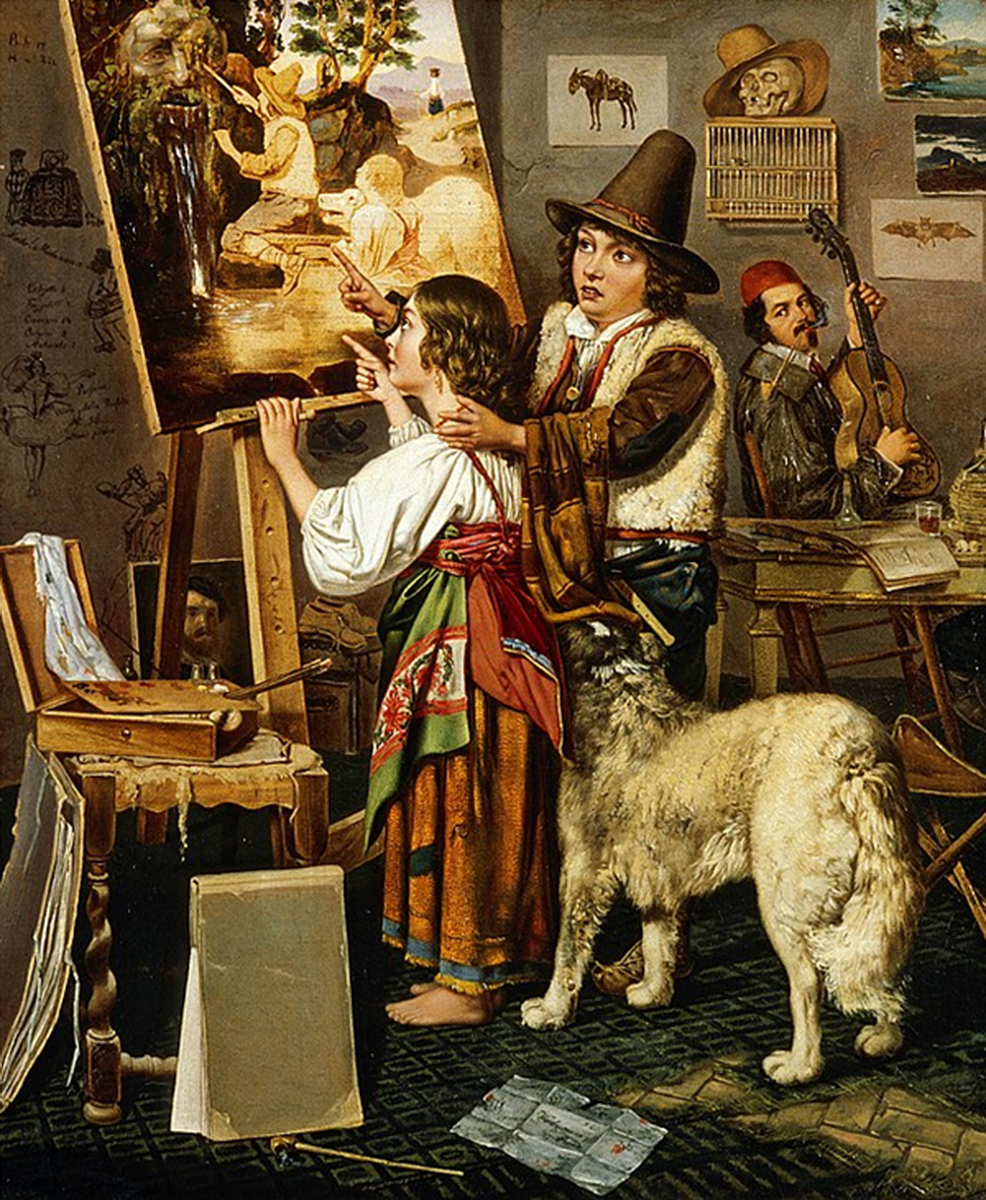
Im Atelier: Die Modelle betrachten während einer Arbeitspause das Werk (1836)

### Algerien
Weidenmann war auch mit Horace Vernet bekannt, dem Direktor der Académie de France à Rome, der 1833 die von Frankreich eroberten Gebiete in Algerien besuchte. Vernets Bilder aus Algerien und seine Reiseberichte faszinierten Weidenmann. Er brannte darauf, Neues zu sehen und zu malen, und beschloss 1838 selbst nach Nordafrika zu fahren. Aber während Vernet einen offiziellen Auftrag des französischen Kriegsministeriums ausgeführt hatte, reiste Weidenmann auf eigene Faust nach Algerien, als einer der ersten europäischen Künstler. Er hielt sich dort ein Jahr und neun Monate lang auf (von März 1838 bis Dezember 1839) – so lange wie kein anderer europäischer Künstler seiner Generation. Erst Albert Lebourg sollte mehr als 30 Jahre später diese Aufenthaltsdauer übertreffen.
Von Algier aus reiste Weidenmann nach Osten: zuerst auf einem überfüllten Schiff bis Bône (Annaba); von dort weiter zu Pferde nach Constantine, das erst sieben Monate zuvor von französischen Truppen eingenommen worden war. Er nutzte jede Gelegenheit, die Landschaft und die einheimischen Menschen kennenzulernen und zu malen; mit dem Porträtieren von Europäern verdiente er sich sein Reisegeld. In Constantine hielt er sich fast fünf Monate lang auf. Auf der strapaziösen Rückreise erkrankte er an Malaria und musste zwei Monate auf dem Krankenlager verbringen. In der Mitidja, einer fruchtbaren Ebene südlich von Algier, konnte er im folgenden Jahr wieder nach Herzenslust herumreisen und malen. Aber im November 1839 verschlechterte sich die Sicherheitslage derart, dass er gezwungen war, Algerien zu verlassen. 1840/41 hielt er sich vermutlich noch einmal in Italien auf, dann kehrte er in seine Heimat zurück.

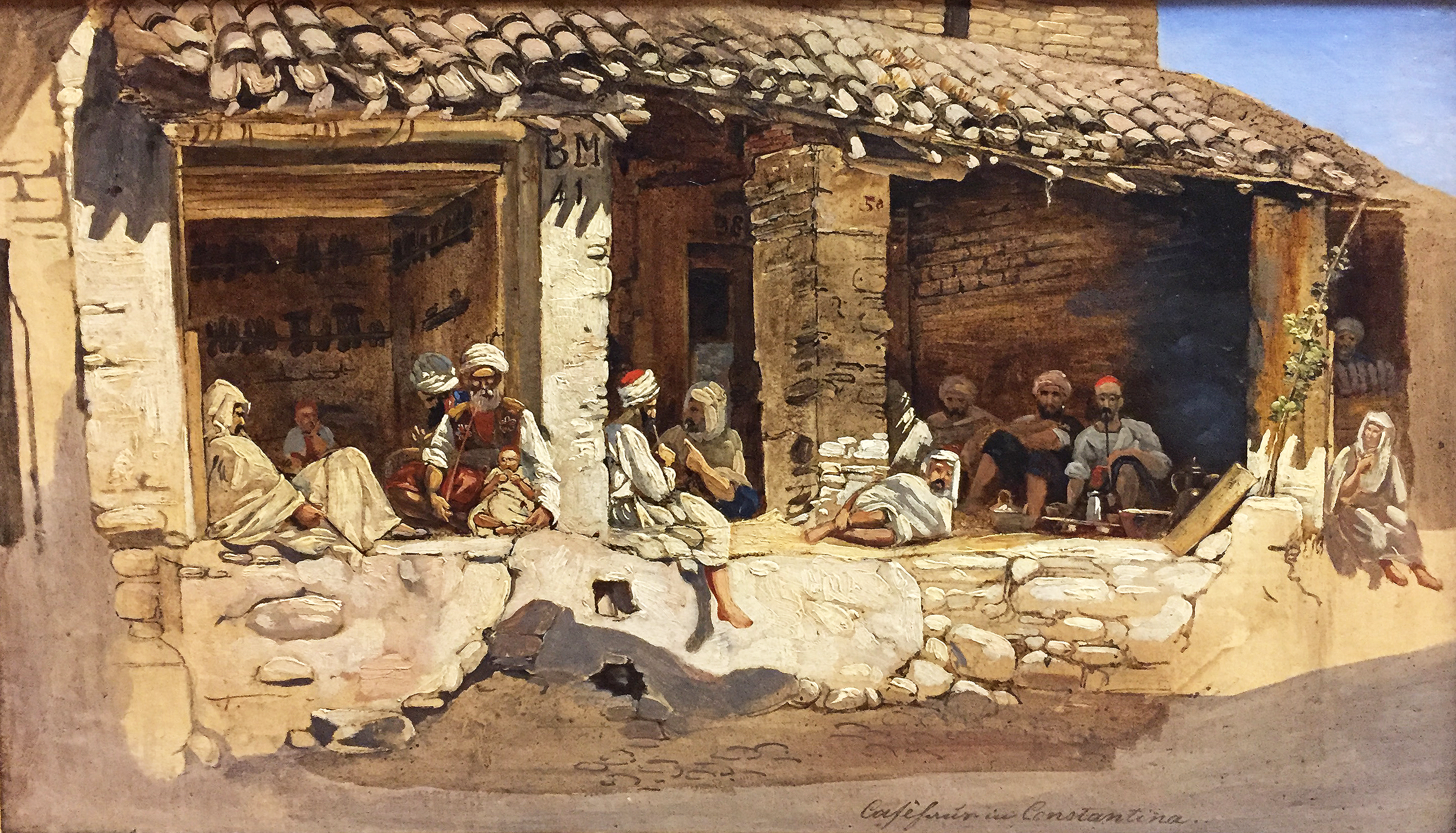
Kaffeehaus in Constantine, 1838
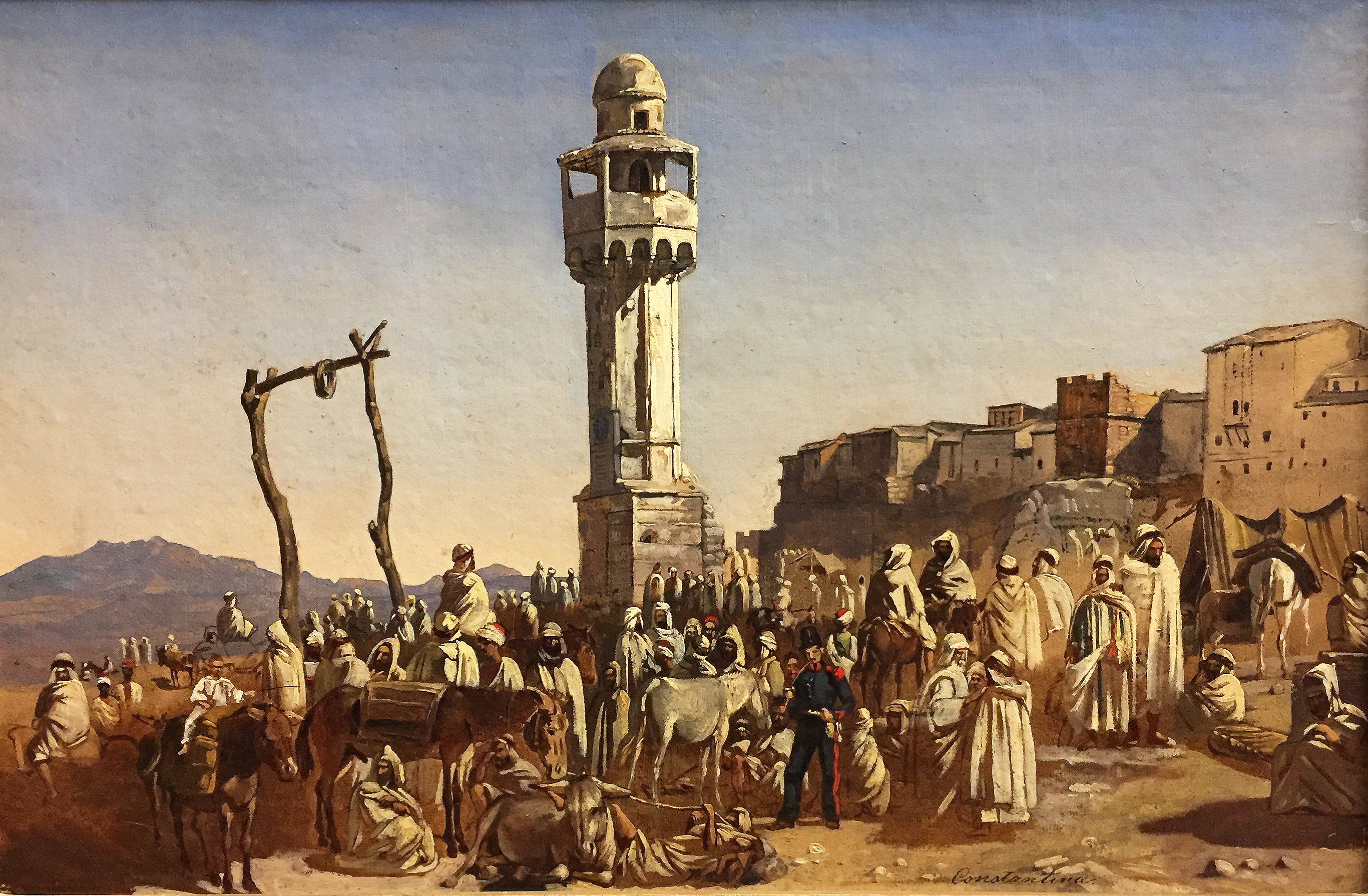
Markt auf Coudiat-Aty vor Constantine, 1838
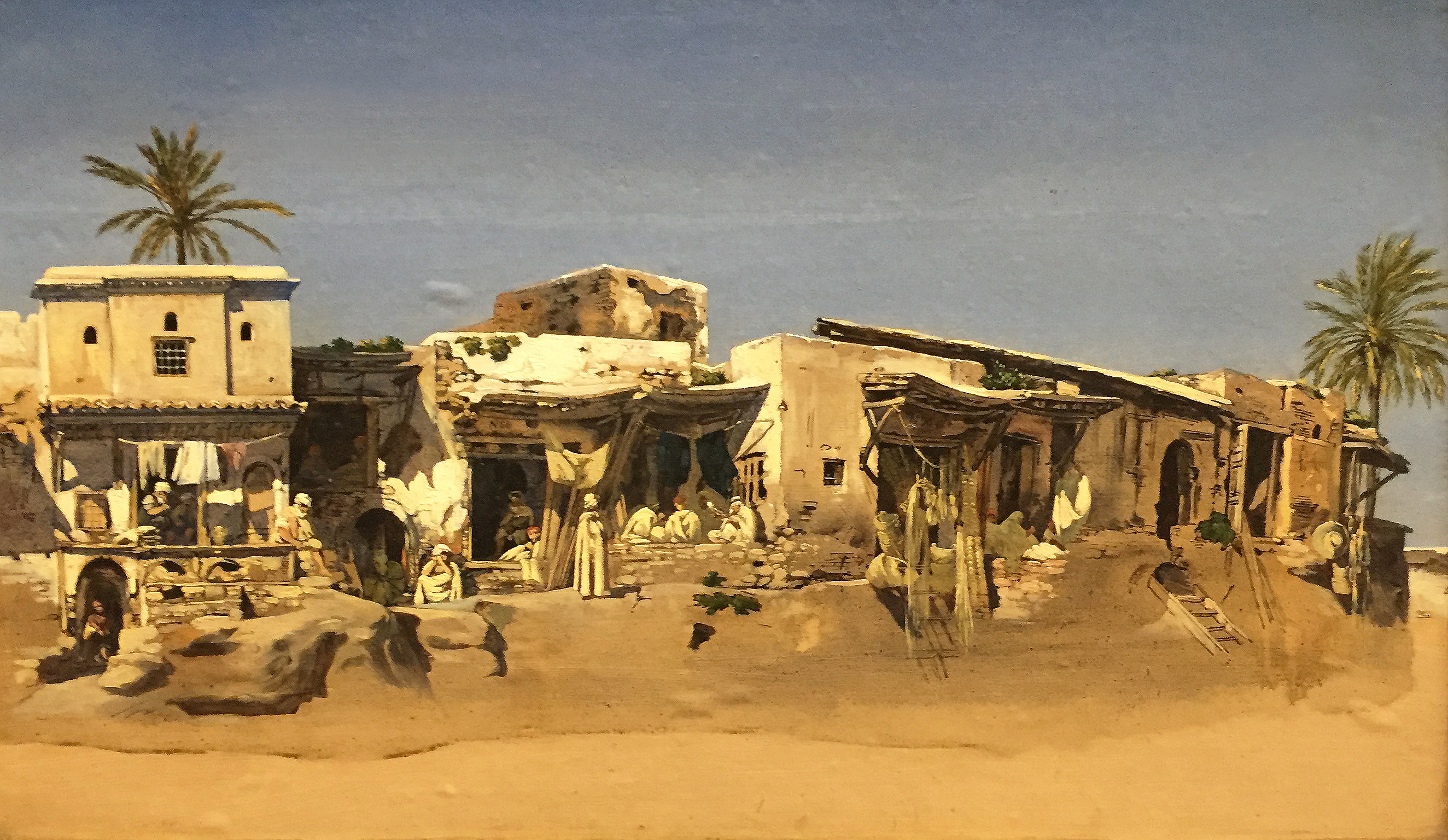
Buden der Vorstadt Bab-Azun in Algier, 1838/39, Kunst Museum Winterthur
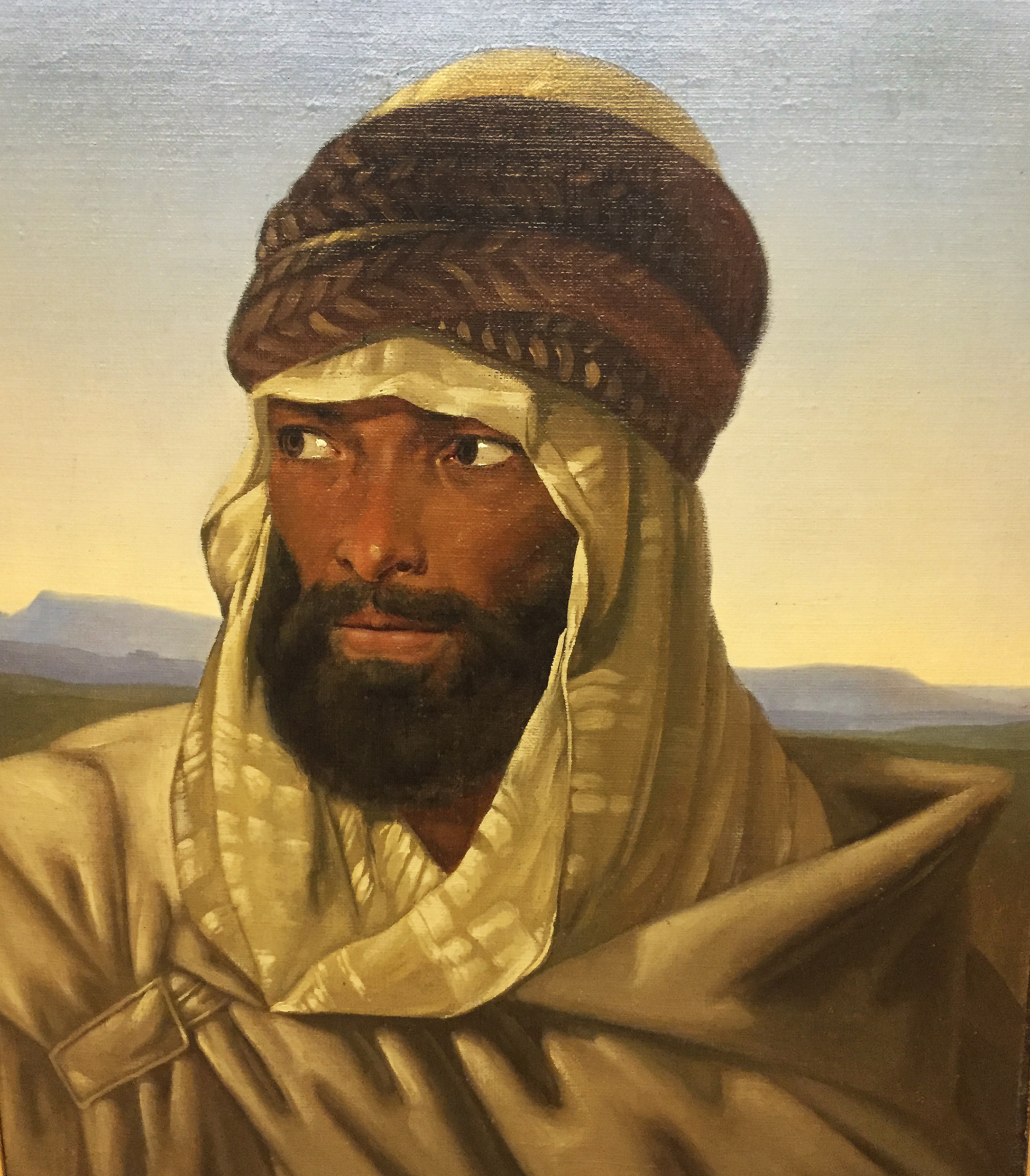
Beduine aus der Wüste Sahara, 1838/39
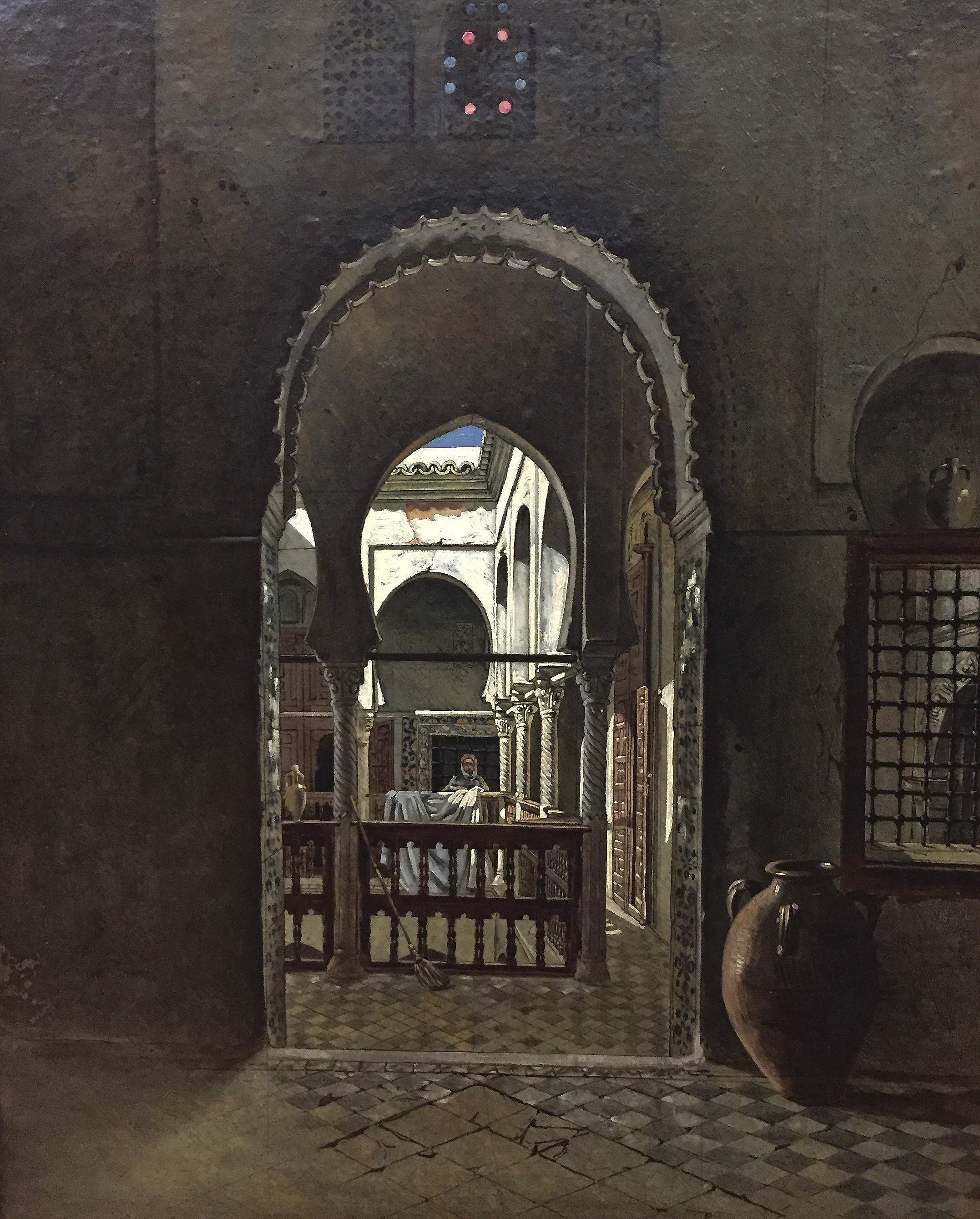
Inneres eines Hauses in Algier, 1838/39, Kunst Museum Winterthur

### Die letzten Lebensjahre
In der Schweiz wurden die Bilder aus Algerien bewundert und von Experten gelobt. An der zweiten schweizerischen Kunstausstellung im Mai 1842 durfte Weidenmann 99 Werke ausstellen, so viele wie kein anderer Maler. Verkaufen hingegen konnte er nichts. Er musste sich wieder um Porträtaufträge bemühen, um wenigstens bescheidene Einnahmen zu erzielen. Daneben wirkte er in Winterthur als Privatlehrer; zu seinen Schülern gehörte u. a. August Weckesser. 1847/48 lebte Weidenmann etwa ein Jahr lang in München und war Mitglied des dortigen Kunstvereins. Kurz nach seiner Rückkehr begründete er im Dezember 1848 die Künstlergesellschaft seiner Heimatstadt mit, aus welcher der Kunstverein Winterthur hervorging. 
Durch den Algerienaufenthalt war Weidenmanns Gesundheit schwer beeinträchtigt worden; er litt an chronischen Fieberanfällen. Am 6. Juni 1850 starb er im Alter von erst 44 Jahren. «Wie sehr er als Mensch und Künstler von allen, die ihn kannten, bedauert wurde, bewies sein Leichengeleite, das zahlreicher war, als irgend eines der reichsten und angesehensten seiner Mitbürger.»

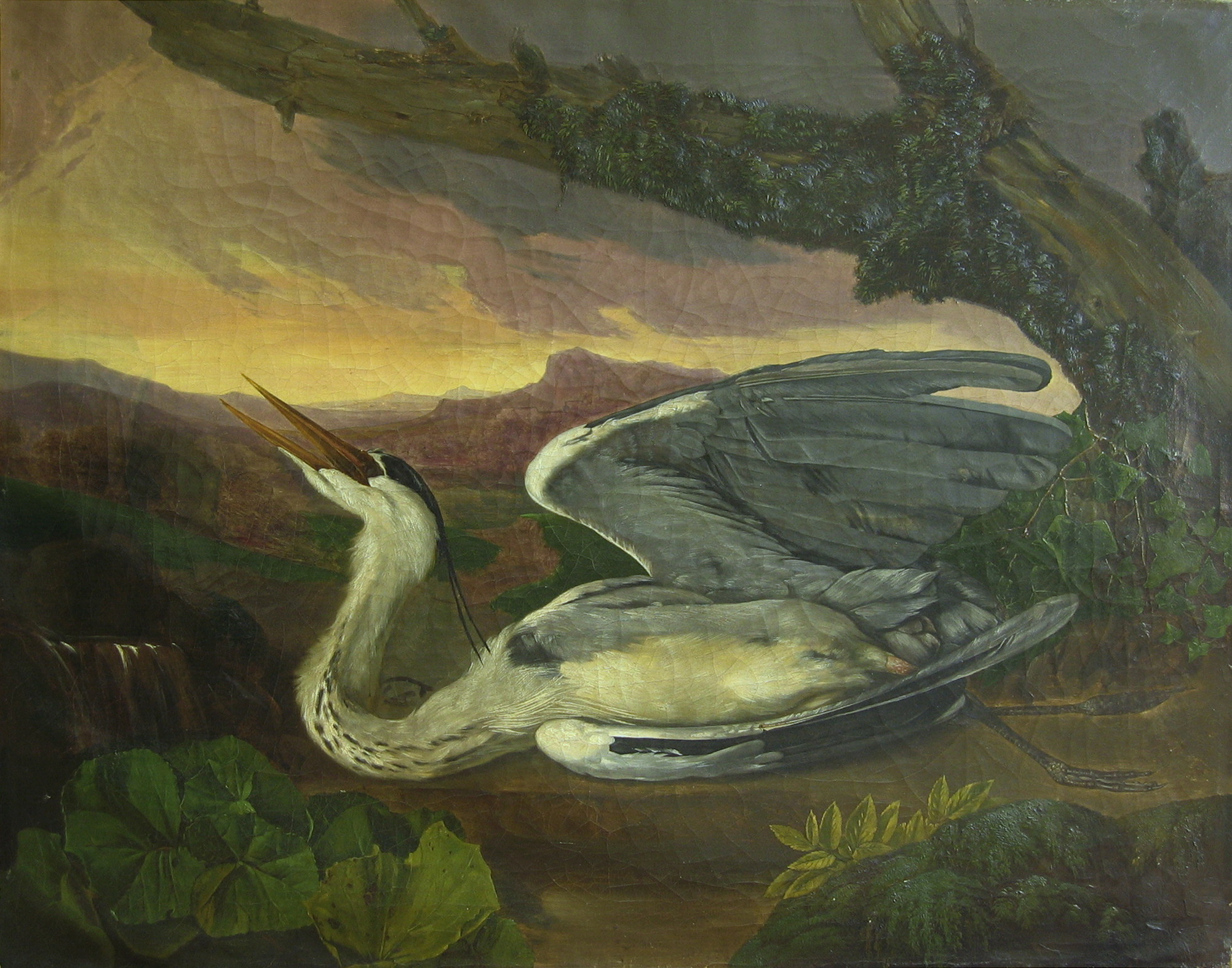
Sterbender Reiher (Weidenmanns letztes Werk, 1849/50; unvollendet)

## Werk

### Gemälde und Zeichnungen
Weidenmann schuf über 1000 Werke, vor allem Landschaften, Porträts und Genrebilder. Er gab seine Motive wirklichkeitsnah wieder, mit sachlich-nüchternem Blick. Fast alle Landschaftsbilder entstanden im Freien. Die für damalige Europäer völlig fremden Landschaften und Menschen Nordafrikas erfasste Weidenmann genau so, wie sie sich seinem Auge darboten, ohne das Exotische zu romantisieren. Das Porträt eines Kamels ist in der Kunstgeschichte einzigartig: «Dass ein – exotisches – Tier wie ein Mensch als Bildnis verewigt wird und dabei noch äusserst kühn vor neutralem Hintergrund modern in Szene gesetzt wird, gab es wohl bis dahin noch nie.»
Bereits zu Lebzeiten Weidenmanns erwarb die Künstlergesellschaft, die er mitbegründet hatte, einige seiner Werke. Ein Jahr nach seinem Tod kaufte die Bürgergemeinde Winterthur dann seinen gesamten künstlerischen Nachlass: 35 Ölbilder sowie 60 Zeichnungen und Aquarelle. Diese Werke befinden sich bis heute im Besitz der Stadt Winterthur und des Kunst Museums Winterthur.

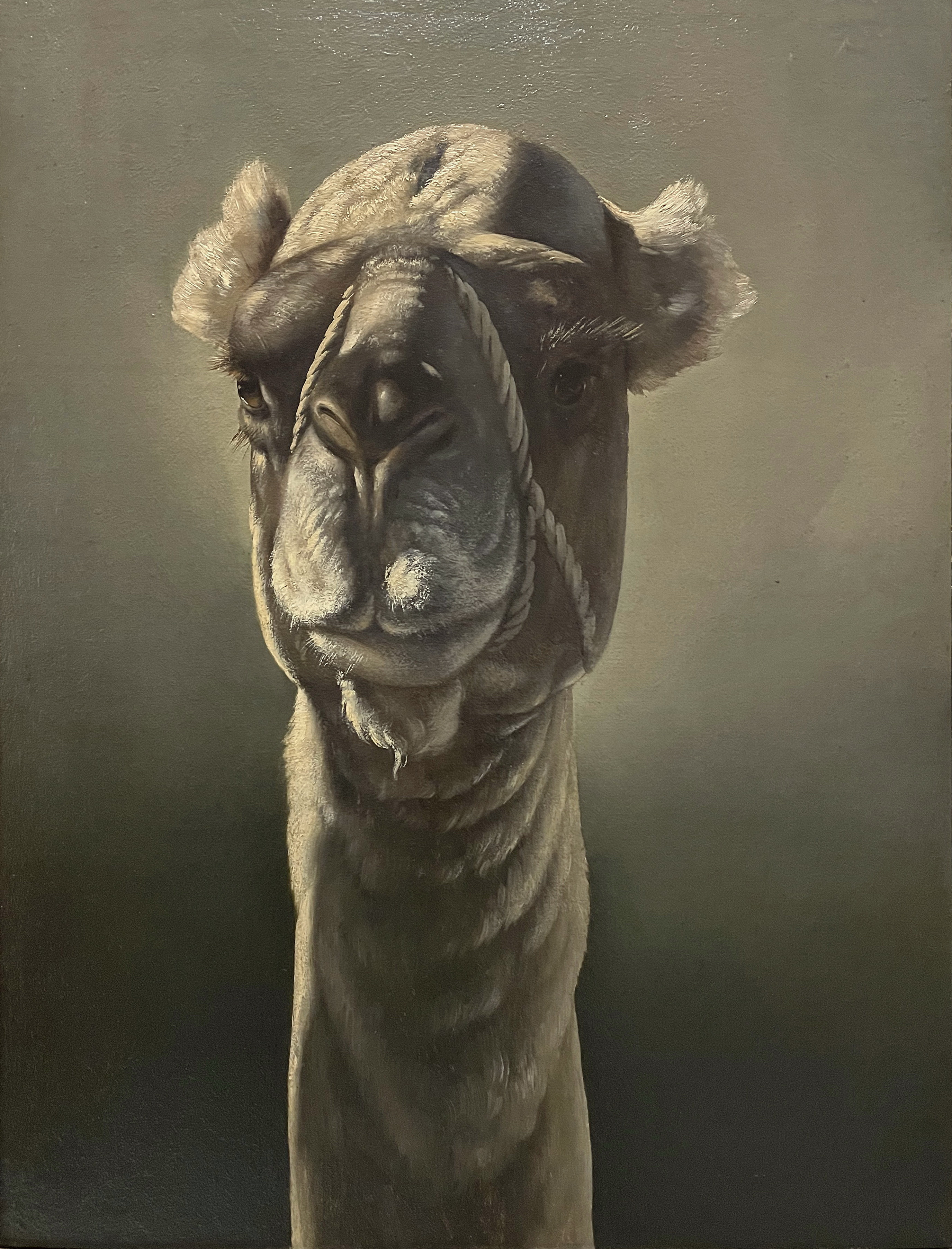
Porträt eines Kamels in Algerien, 1838/39, Kunst Museum Winterthur – Reinhart am Stadtgarten
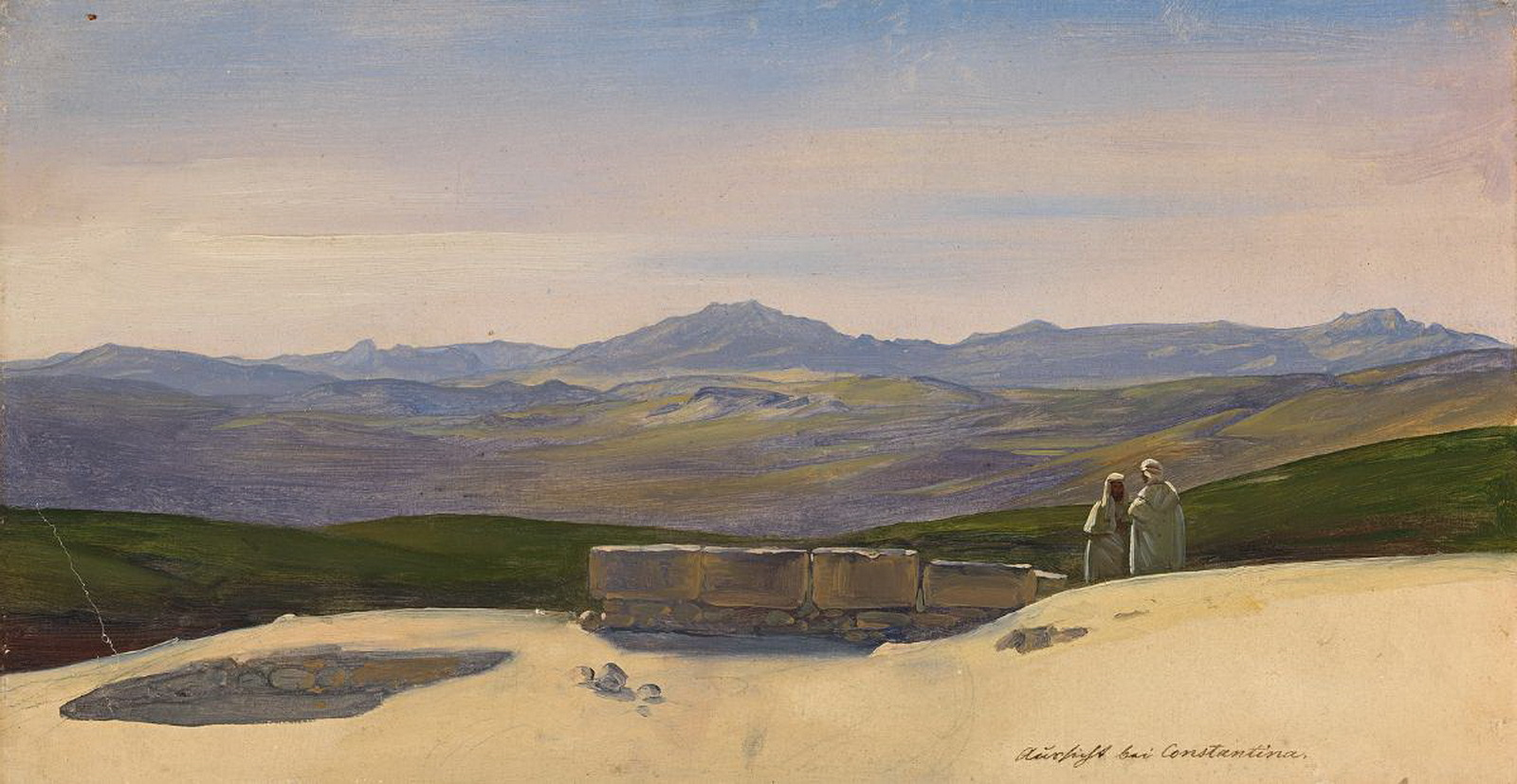
Aussicht bei Constantine, 1838, Kunst Museum Winterthur
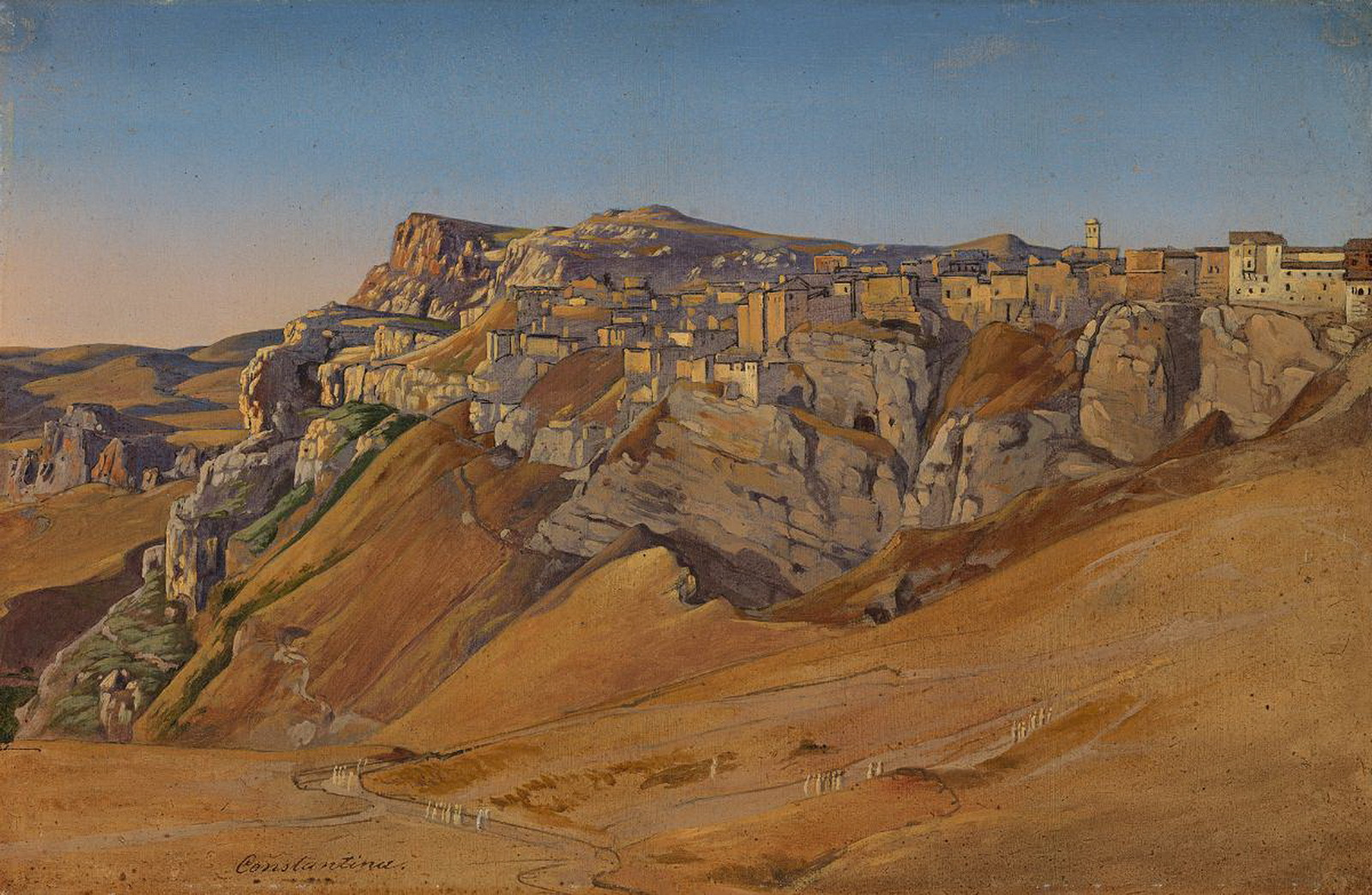
Constantine, 1838, Kunst Museum Winterthur
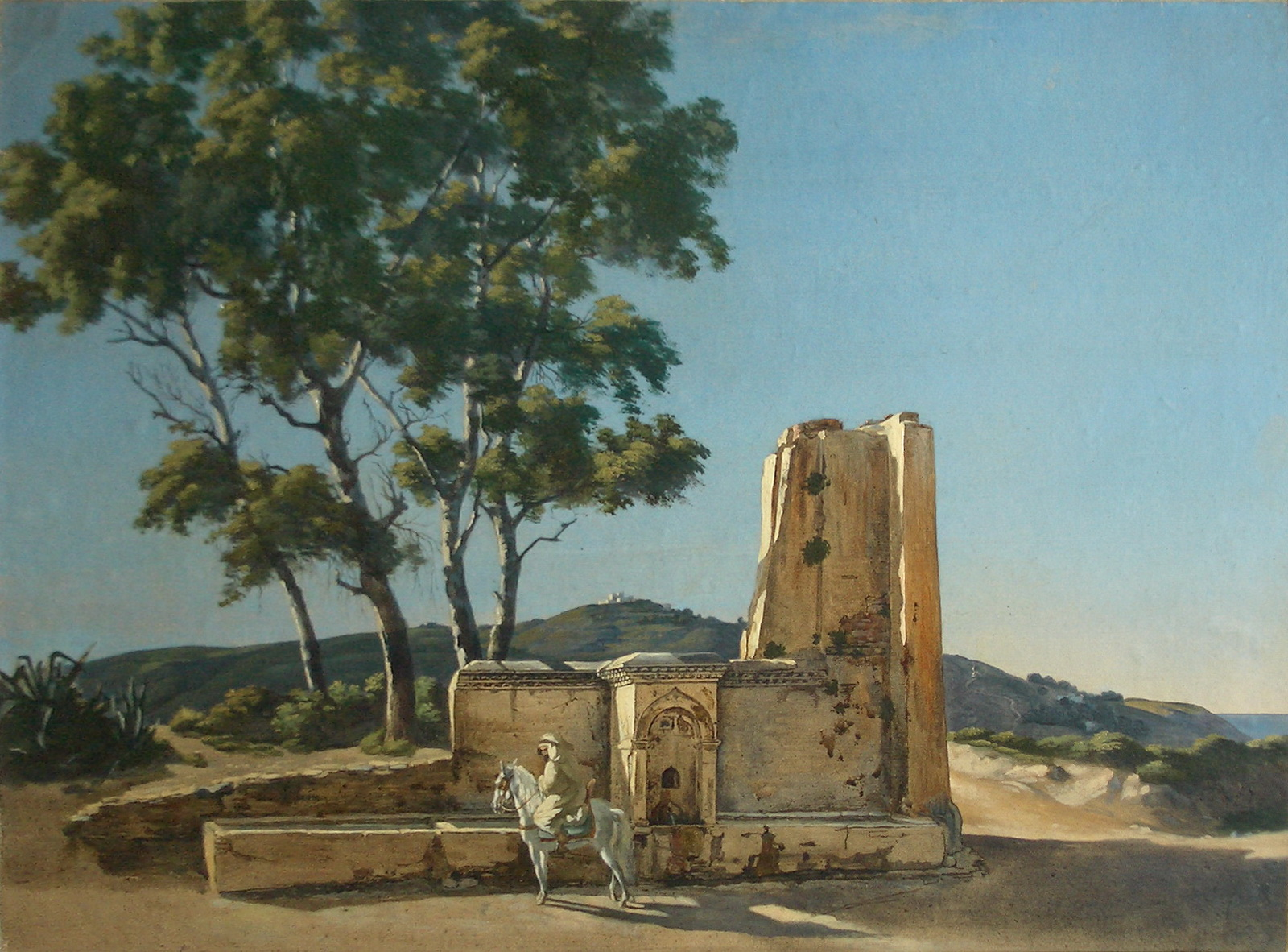
Brunnen bei Algier, 1838/39
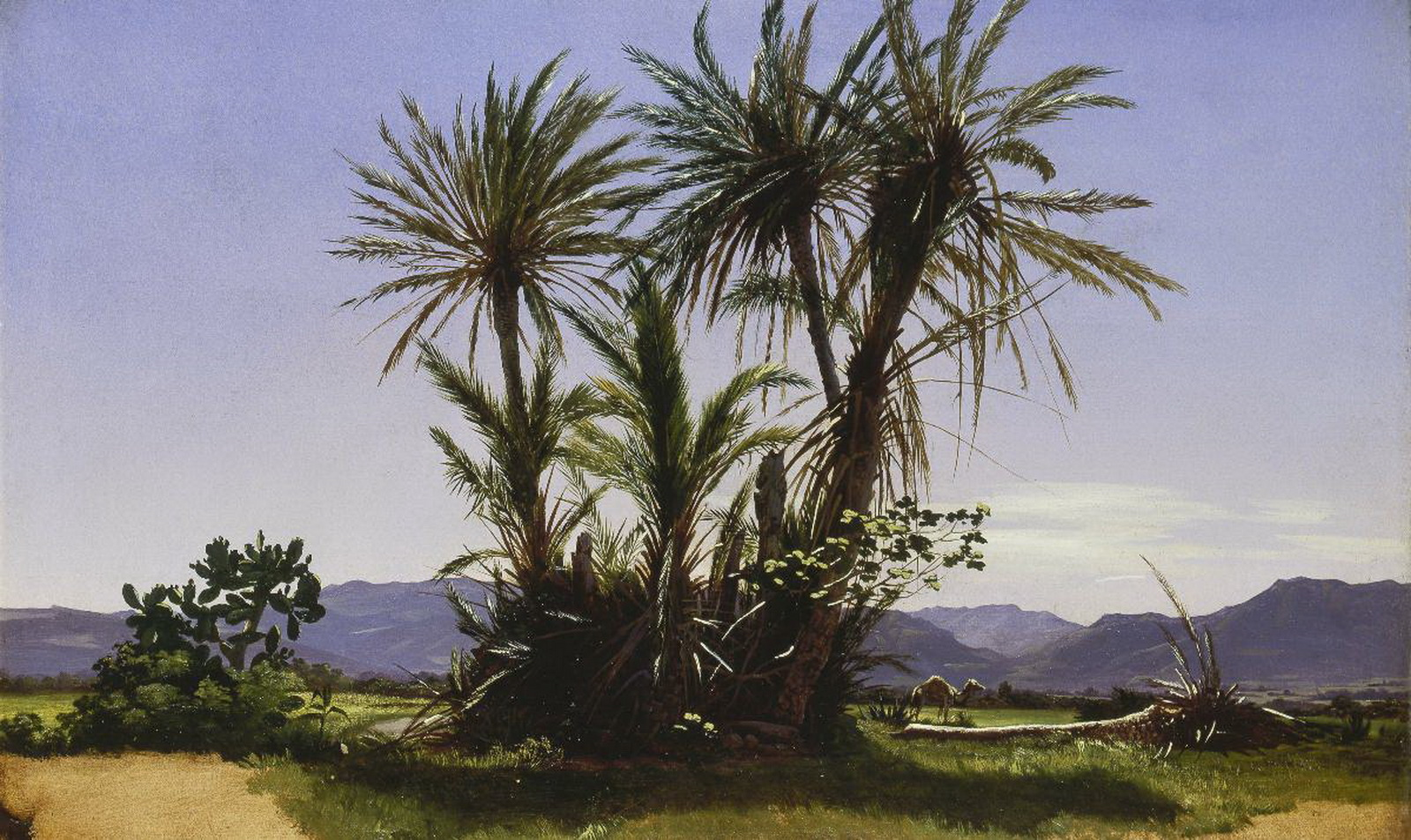
Palmengruppe in der Mitidja, 1839, Kunst Museum Winterthur

### Briefe
Aus Italien und aus Algerien schrieb Weidenmann zahlreiche Briefe an seine Familie und an Bekannte in Winterthur. Erhalten sind 22 Briefe, die er zwischen 1827 und 1838 aus Italien an seinen Gönner und väterlichen Freund Salomon Brunner schrieb.
Aus den Briefen, welche Weidenmann 1838/39 von Algerien nach Hause schickte, zitierte Albert Hafner 1856 ausgiebig in seiner Schrift Johann Kaspar Weidenmann und seine algerischen Studien (siehe unten: Literatur). Die Briefe selbst sind nicht erhalten.
- Auszüge aus Weidenmanns Briefen aus Italien und Algerien: PDF-Datei (15 Seiten).